# Estação Ferroviária de Macedo de Cavaleiros
A estação ferroviária de Macedo de Cavaleiros (palavra anteriormente grafada como "Cavalleiros") foi uma gare da Linha do Tua, que servia a cidade de Macedo de Cavaleiros, no Distrito de Bragança, em Portugal.

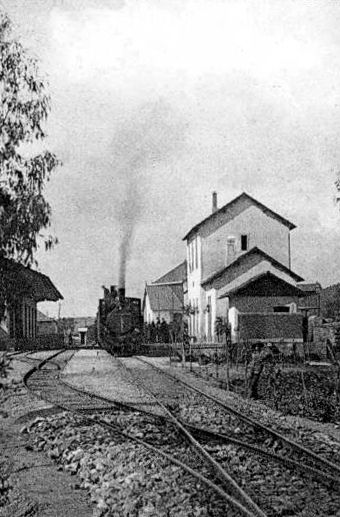
A estação de Macedo de Cavaleiros, em 1923.

## Descrição

### Localização e acessos
Esta estação situa-se cerca de um quilómetro a sudeste do centro (Fonte do Paço) da localidade nominal, no Largo da Estação, na Rua Fernão Lopes, e na Avenida Dom Nuno Álvares Pereira (=EN216).

### Infraestrutura
Na década de 1980, esta estação apresentava três vias de circulação (I, II, e III) e uma via de resguardo (IV). O edifício de passageiros situa-se do lado norte da via (lado esquerdo do sentido ascendente, a Bragança).

## História

### Planeamento e construção
Em 19 de Abril de 1902, foi assinado o contrato com o empresário João Lopes da Cruz para a construção do troço de Mirandela a Bragança, tendo sido estipulado que este caminho de ferro teria de passar por Macedo de Cavaleiros. Em 30 de Junho de 1903, foi autorizado o trespasse da concessão para a Companhia Nacional de Caminhos de Ferro.

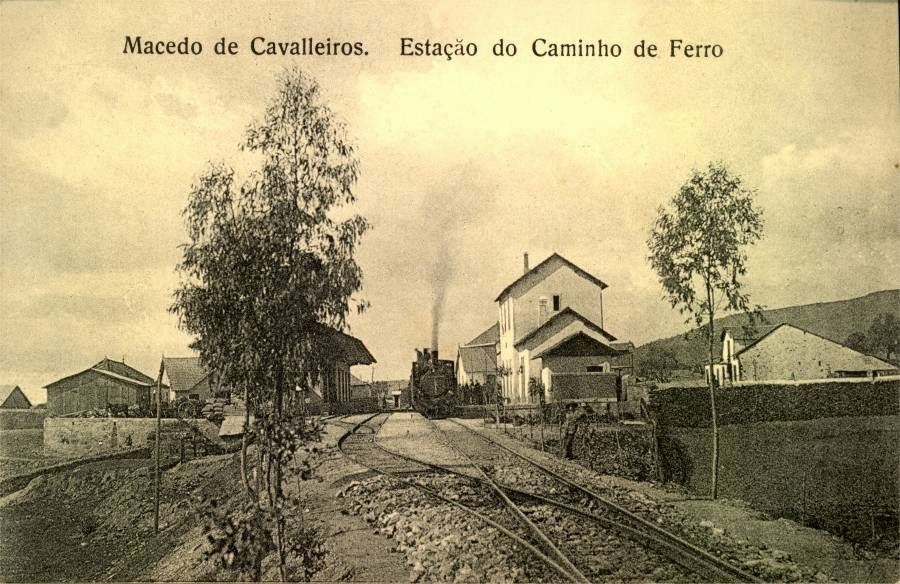
Estação de Macedo de Cavaleiros, em postal de 1923.

Em Junho de 1905, previa-se que no mês seguinte se inaugurasse o lanço entre Mirandela e Quintela, contando desde logo com uma estação em Macedo de Cavaleiros. No entanto, no mês seguinte já se esperava que o troço de Grijó a Macedo de Cavaleiros entrasse ao serviço nos finais de Agosto. Em Setembro ainda não se tinha concluído o assentamento da via entre Macedo de Cavaleiros e Romeu, prevendo-se então que aquele lanço entrasse ao serviço até ao final de Outubro, enquanto que o troço seguinte, até Quintela, devia abrir entre os finais de Setembro ou princípios de Outubro.

### Inauguração e continuação até Sendas
Como previsto, a linha entre Romeu e Macedo de Cavaleiros entrou ao serviço em 15 de Outubro de 1905. No entanto, só no dia seguinte, durante a cerimónia de inauguração, é que partiu o primeiro comboio, que saiu com destino a Mirandela entre lançamento de foguetes e animação musical.
Uma portaria de 16 de Dezembro desse ano autorizou a abertura do lanço seguinte, até Quintela (mais tarde renomeada Sendas), mas este só abriu no dia 18 de Dezembro.

### Primeiros anos
Nos primeiros anos do Século XX, a Companhia Nacional instituiu um serviço rápido de Bragança a Tua, com paragens em várias estações, incluindo Macedo de Cavaleiros; o propósito era dar ligação ao Comboio Porto-Medina, que percorria a Linha do Douro no seu trajecto entre São Bento e a cidade espanhola de Medina del Campo. Em 1913, a estação de Macedo de Cavaleiros estava ligada por carreiras de diligências até Chacim, Alfândega da Fé e Mogadouro. Em Janeiro de 1914, ocorreu uma greve geral dos ferroviários, que provocou graves distúrbios na circulação dos caminhos de ferro. Por exemplo, os grevistas impediram que saísse de Lisboa uma carruagem, que tinha sido alugada para transportar os restos mortais do professor Abel Aníbal de Azevedo até à estação de Macedo de Cavaleiros.
O Decreto n.º 18:190, de 28 de Março de 1930, introduziu o Plano Geral da Rede Ferroviária, que tinha como objectivo regular os projectos das linhas férreas em território nacional, tendo uma das ligações programadas sido a Transversal de Chacim, de Macedo de Cavaleiros a Mogadouro, na Linha do Sabor. Este troço, que teria cerca de 50 km de extensão, faria parte da Transversal de Trás-os-Montes, que ligaria entre si as linhas de via estreita a norte do Doure: Sabor, Tua, Corgo, Tâmega, e Guimarães. Esta ligação transversal nunca viria a ser construída.[carece de fontes?]
Em 1939, a Companhia Nacional de Caminhos de Ferro executou obras de restauro nesta estação.

### Transição para a C.P.
Em 1946, foi assinada a escritura da transferência da concessão da Companhia Nacional para a Companhia dos Caminhos de Ferro Portugueses, que iniciou a exploração da Linha do Tua em 1 de Janeiro do ano seguinte.
No dia 3 de Setembro de 1955, a Companhia dos Caminhos de Ferro Portugueses organizou uma viagem experimental ao longo da Linha do Tua, para testar uma nova automotora; no regresso a Tua, a automotora parou nesta estação, onde os passageiros desembarcaram para um almoço na Estalagem do Caçador, oferecida pelo chefe do distrito. Nessa altura, o director geral da C.P., Roberto de Espregueira Mendes, declarou que em breve iriam ser feitas obras de reparação e ampliação na gare de Macedo de Cavaleiros.

### Encerramento
O lanço da Linha do Tua entre Mirandela e Bragança foi encerrado em 15 de Dezembro de 1991.
Em 2022 entrou ao serviço o primeiro lanço da Ecopista do Tua, entre a antiga Passagem de Nível ao Km 80,333 e o Apeadeiro de Castelãos. No âmbito deste programa, foi recuperada a estação de Macedo de Cavaleiros, no sentido de se tornar na nova sede do Geopark Terras de Cavaleiros.